# Ludwig Lucas
Ludwig Lucas (* 16. März 1796 in Petrikau, Südpreußen; † 14. Juni 1854 in Schrimm, Provinz Posen) war ein deutscher Pädagoge.

## Leben
Lucas studierte ab 1816 erst Evangelische Theologie, dann Rechtswissenschaft an der Albertus-Universität Königsberg. Er war 1817 Mitgründer der Allgemeinen Königsberger Burschenschaft und vertrat diese im März 1818 auf dem Allgemeinen Burschentag in Jena.
1820 begann er eine akademische Laufbahn. Im Auftrag des Oberpräsidenten Theodor von Schön ordnete er die Bibliotheken und Archive der aufgehobenen Klöster. 1822 wurde er Lehrer am Altstädtischen Gymnasium, 1828 Regierungsschulrat als Gehilfe von Gustav Friedrich Dinter und 1832 Direktor des neuen Kneiphöfischen Gymnasiums. 1835 wurde er a. o. Professor für deutsche Literatur. Als Nachfolger von Reinhold Bernhard Jachmann wurde er 1843 Provinzialschulrat für Ostpreußen. 1848 wurde er nach Posen versetzt.

## Veröffentlichungen
- Geschichtliche Nachrichten von Stadt und Schloß  Marienburg in Preußen. In: Beiträge zur Kunde Ostpreußens, Band 2, Königsberg 1819 
  - Erster Abschnitt: Von der Gründung der Stadt Marienburg bis zur Erhebung derselben zum Sitze des Hohmeisters (1309), S. 238–254,   online
  - Zweiter Abschnitt:  Von der Erhebung Marienburgs zum Sitze des Hochmeisters bis zum Ende der Regierung Winrichs von Kniprode (1309-1382), S. 306–334, online.
- De bellis Suantopolici, ducis Pomeranorum, adversus ordinem gestis Teutonicum liber, Dissertation an der Albertus-Universität Königsberg, 8. Mai 1823.
- Über Klopstock's dichterisches Leben und Wirken, Königsberg 1824.
- Prolog zur öffentlichen Sitzung der Königlichen Deutschen Gesellschaft am 3. August 1838 (Gedicht). In: Preußische Provinzial-Blätter, 20. Band, Königsberg 1838, S. 477–479, online.
- Über den dichterischen Plan von Goethe's Faust. 2. Auflage, Königsberg 1846, online.
- Über den Krieg von Wartburg, 1836.
- Zur Erinnerung an Simon Dach. Ein Vortrag in der Königlichen Deutschen Gesellschaft am 15. October  1847 gehalten. In:  Neue Preußische Provinzial-Blätter, Königsberg  1847, S. 437–447, online.